# Kilimanjaro Safaris
Kilimanjaro Safaris est une attraction du Disney's Animal Kingdom. Elle a pour but d'emmener les visiteurs dans la savane africaine sans quitter le domaine de Disney et le sol américain. C'est aussi une réserve animalière totalement différente des zoos traditionnels.
L'attraction tire son nom du Kilimandjaro en Tanzanie, au pied duquel vit une faune dorénavant protégée au sein du Kilimanjaro National Park. Le nom fictif du lieu est toutefois Harambe Wildlife Reserve, d'après le nom du village fictif Harambe, signifiant « travailler ensemble » en swahili et principalement ceux de l'île de Lamu au Kenya.

## L'attraction
Le départ de l'attraction se fait aux abords du village d'Harambe, qui présente un style architectural proche de celui des villages de pêcheurs situés sur la côte d'Afrique de l'Est.
L'attraction consiste en un camion présentant des ouvertures latérales ; le véhicule suit une piste au travers d'une savane ayant une superficie de près de 110 acres (44,5 ha),, avoisinant celle du parc Magic Kingdom. Des animaux africains de grande taille sont en liberté dans cette savane. Le guide désigne l'emplacement des animaux et donne des explications.

L'attraction est découpée en cinq zones : Forêt Ituri, Rivière Safi, Savane Ouest, Bassin des flamants de savane et Savane Est.
En raison de la liberté des animaux, la visite est différente à chaque fois. On peut apercevoir plus de 30 espèces dont des éléphants, des gazelles, des gnous, des lions, des girafes, des hippopotames et aussi des rhinocéros. Les rhinocéros de la rivière sont les mêmes que ceux visibles dans le Pangani Forest Trail car leur ferme est située entre les deux attractions.
Cette attraction bénéficie du système FastPass
- Ouverture : 22 avril 1998
- Conception : Walt Disney Imagineering, AZA
- Durée : 40 min.
- Heure de fermeture : 17h.
- Jeep
  - Hauteur : 2,6 m.
  - Capacité : 32 passagers[4]
- Situation : 28° 21′ 34″ N, 81° 35′ 32″ O

L'attraction est la première à avoir bénéficié du système FastPass dès le 21 juillet 1999.
Malgré les efforts des équipes du parc Disney, le sous-sol marécageux peut être visible par endroits. Des trous d'eau parfois impressionnants sont visibles le long ou à la place de la route. Le chemin d'origine a été modifié en conséquence.

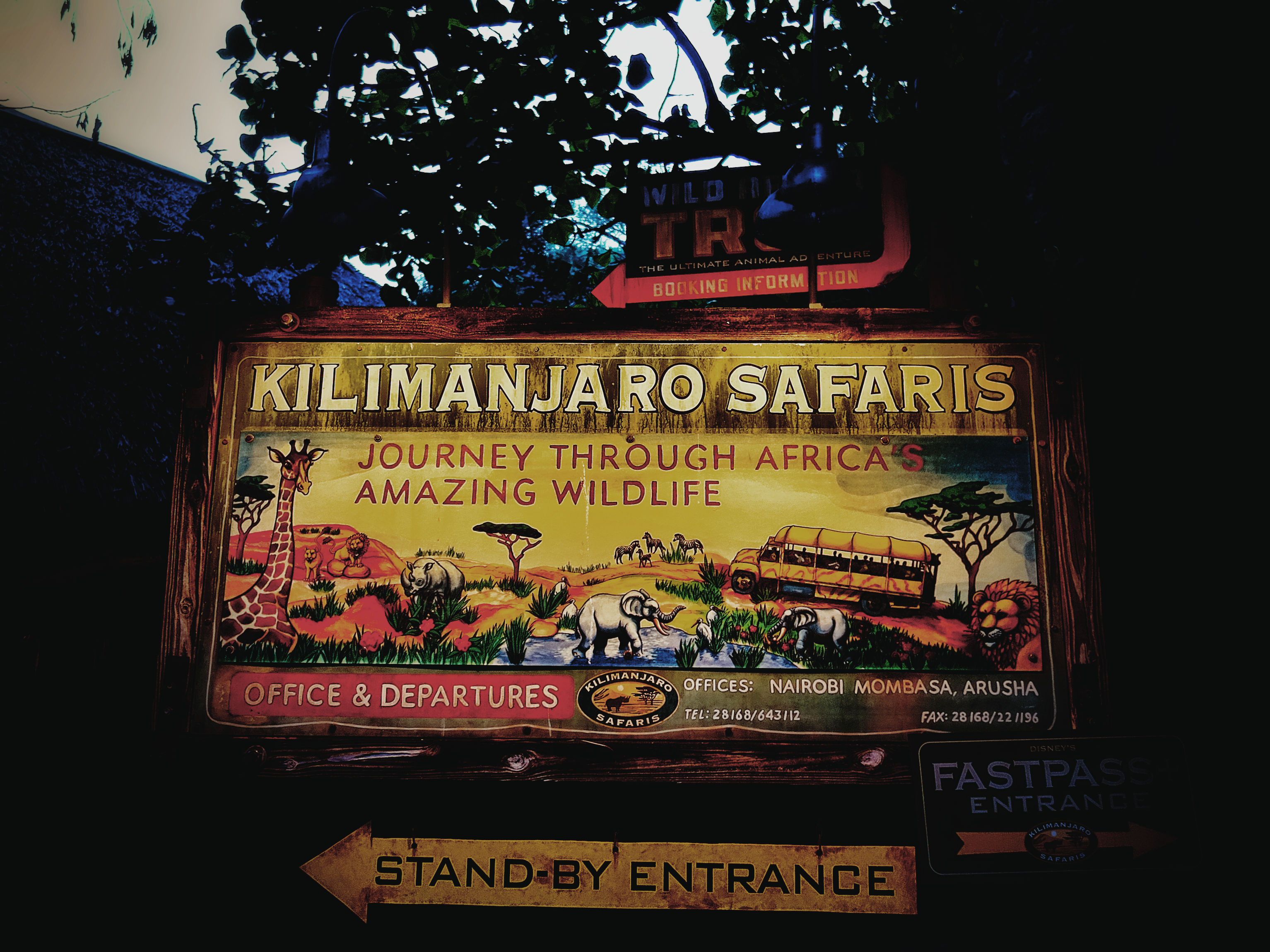
Enseigne de l'attraction
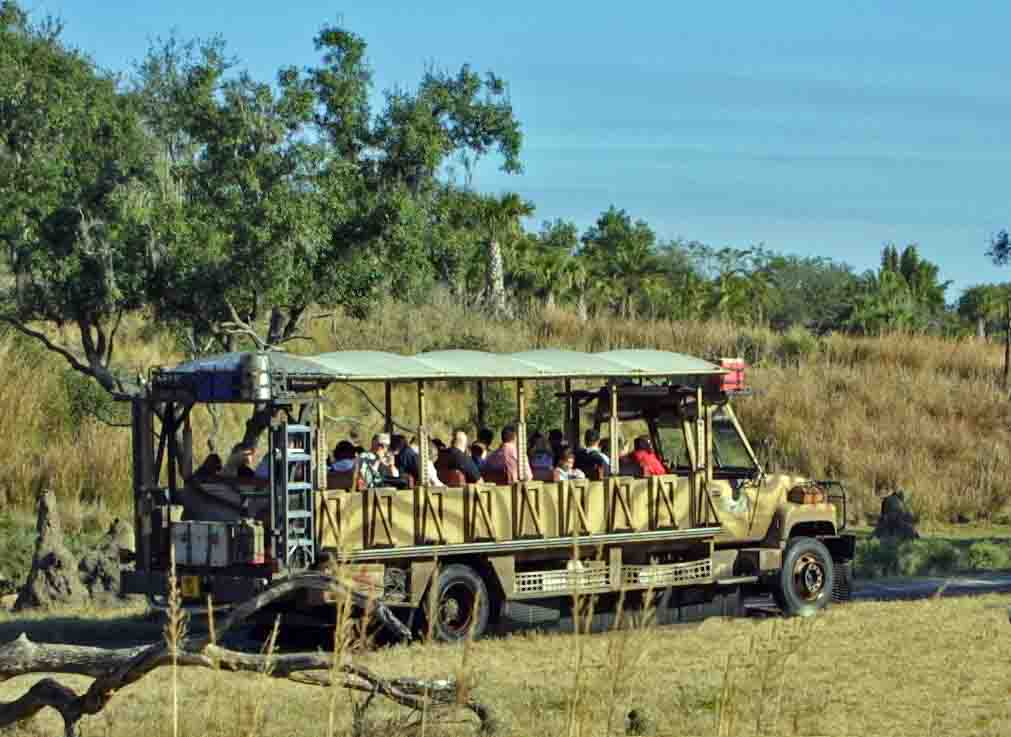
Véhicule
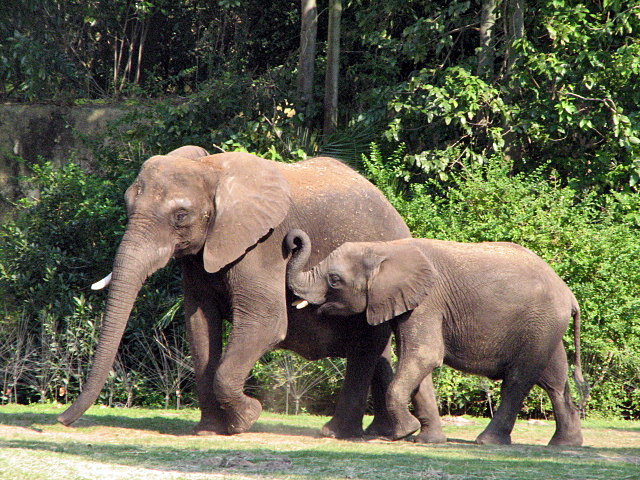
Éléphants
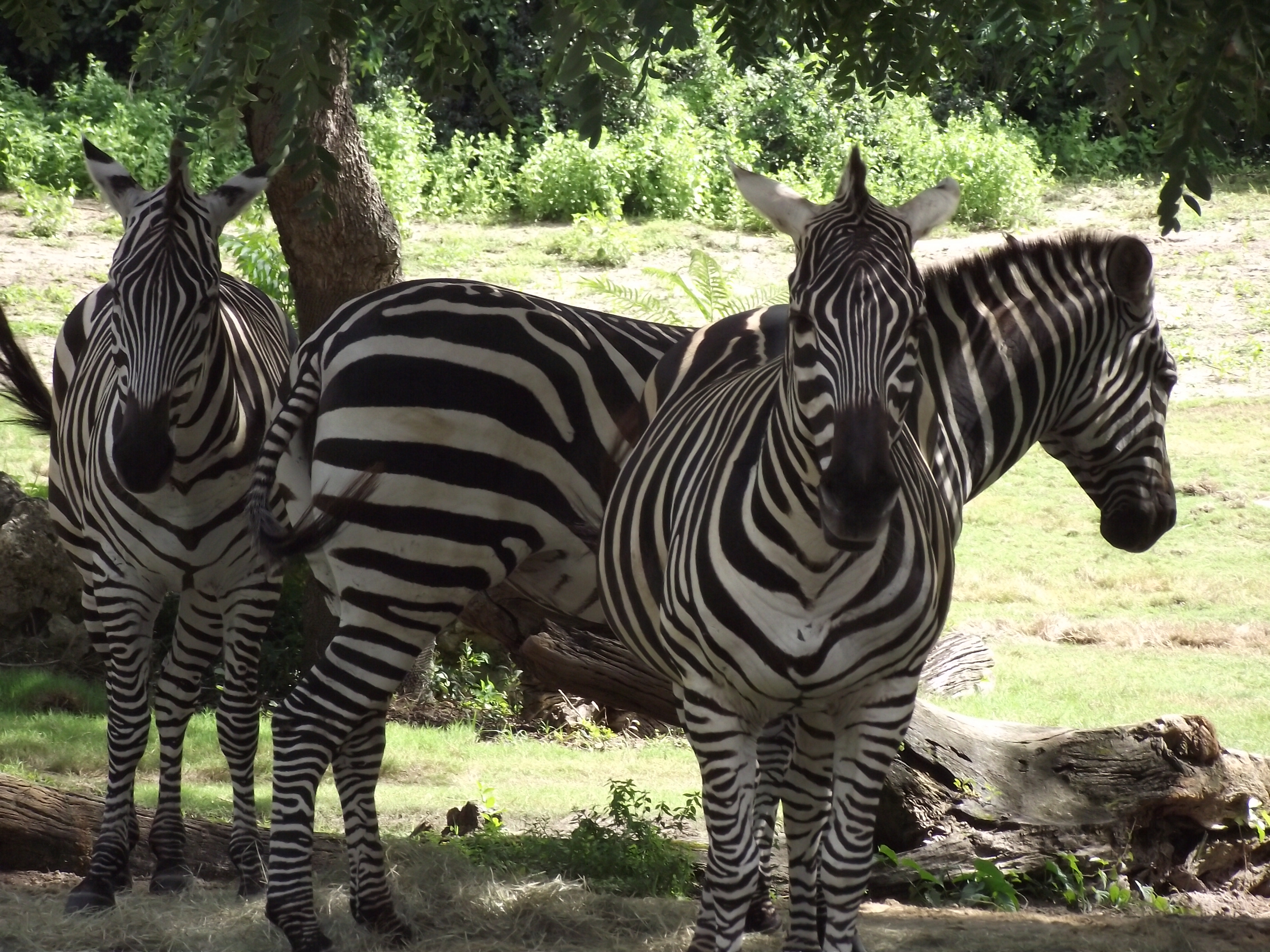
Zèbres